# 서울 배화학원 캐롤라이나관
서울 배화학원 캐롤라이나관(서울 培花學院 캐롤라이나館)은 서울특별시 종로구 필운동 배화여자고등학교에 있는 일제 강점기의 건축물이다. 2017년 1월 6일 대한민국의 국가등록문화재 제672호로 지정되었다.

## 개요
1915년 지상 2층 규모로 신축된 이후, 1922년 3층과 4층(지붕층)을 증축하여 지상 4층 규모로 확장되었으며, 처음에는 교사로 건립하여 현재 과학관으로 쓰고 있는 건물이다.
전면과 후면에 출입구와 계단을 두고 그 양쪽으로 교실을 배치한 독특한 실내 공간 구성을 하고 있으며, 이는 입면(立面)상에도 그대로 반영되어 외관의 특징을 이루고 있다.
등록 명칭은 1898년 배화학당 당시 명칭인 '캐롤라이나 학당'을 이어 「서울 배화학원 캐롤라이나관」으로 부여하였다.

## 참고 자료
- 서울 배화학원 캐롤라이나관 - 국가유산청 국가유산포털

1. ↑  문화재청고시제2017-1호(등록문화재 등록), 제18923호 / 관보(정호) / 발행일 : 2017. 1. 6. / 238 페이지 / 694.2KB